# Full Gear 2022
Full Gear 2022 è stata la quarta edizione dell'omonimo evento in pay-per-view prodotto annualmente dalla All Elite Wrestling e si è svolto il 19 novembre 2022 al Prudential Center di Newark, New Jersey. L'evento ha visto anche il ritorno di Saraya sul ring dopo quattro anni dal suo ritiro.

## Risultati
| #     | Match | Stipulazioni                                                                      | Durata |
| ----- | --- | --------------------------------------------------------------------------------- | ------ |
| BuyIn | Chuck Taylor, Trent Beretta, Orange Cassidy, Danhausen e Rocky Romero hanno sconfitto Aaron Solo, Cole Karter, QT Marshall, Lee Johnson e Nick Comoroto | Ten-man tag team match                                                            | 11:55  |
| BuyIn | Ricky Starks ha sconfitto Brian Cage | Single match di semifinale per il World Title Eliminator Tournament.              | 10:00  |
| BuyIn | Eddie Kingston ha sconfitto Jun Akiyama | Single match                                                                      | 10:30  |
| 1     | Jungle Boy ha sconfitto Luchasaurus (con Christian Cage)                                                                                                | Steel Cage match                                                                  | 18:40  |
| 2     | Death Triangle (c) hanno sconfitto Kenny Omega e gli Young Bucks                                                                                        | Six-man tag team match #1 del Best of 7 Series per l'AEW World Trios Championship | 18:40  |
| 3     | Jade Cargill (c) (con Kiera Hogan) sconfigge Nyla Rose (con Vickie Guerrero)                                                                            | Single match per l'AEW TBS Championship                                           | 8:00   |
| 4     | Chris Jericho (c) ha sconfitto Bryan Danielson, Claudio Castagnoli e Sammy Guevara                                                                      | Fatal four-way match per il ROH World Championship                                | 21:30  |
| 5     | Saraya ha sconfitto Britt Baker | Single match                                                                      | 12:30  |
| 6     | Samoa Joe ha sconfitto Powerhouse Hobbs e Wardlow (c)                                                                                                   | Triple threat match per l'AEW TNT Championship                                    | 9:55   |
| 7     | Darby Allin e Sting hanno sconfitto Jay Lethal e Jeff Jarrett                                                                                           | Tag Team No DQ match                                                              | 11:00  |
| 8     | Jamie Hayter ha sconfitto Toni Storm (c) | Single match per l'AEW Women's World Championship                                 | 15:00  |
| 9     | Gli Acclaimed (c) (con Billy Gunn) hanno sconfitto Keith Lee e Swerve Strickland                                                                        | Tag team match per l'AEW World Tag Team Championship                              | 19:40  |
| 10    | MJF ha sconfitto Jon Moxley (c; con William Regal) | Single match per l'AEW World Championship                                         | 23:15  |